# Kōzō Saeki
Kōzō Saeki (佐伯幸三, Saeki Kōzō), né le 4 décembre 1912 à Tokyo et mort le 27 décembre 1972, est un réalisateur et scénariste japonais.

## Biographie
Kōzō Saeki a réalisé cent dix films et est l'auteur d'une vingtaine de scénarios entre 1934 et 1967.

## Filmographie partielle

### Comme réalisateur
- 1938 : Kenka bayashi: Nihon ginji (喧嘩囃子 日本銀次?)
- 1938 : Onna yakuza ichidai (女やくざ一代?)
- 1938 : Kenkaya Gorobei (喧嘩屋五郎兵衛?)
- 1939 : Tōkai ukon sakura (東海右近桜?)
- 1948 : Yūreitō (幽霊島?)
- 1952 : Awa tanuki yashiki (阿波狸屋敷?)
- 1952 : Mōjū tsukai no shōjo (猛獣使いの少女?)
- 1952 : Hanayome hanamuko chanbara fushi (花嫁花婿チャンバラ節?)
- 1952 : Asu ha nichiyobi (明日は日曜日?)
- 1953 : Ichitō shain: Santō jūyaku kyōdai hen (一等社員 三等重役兄弟篇?)
- 1953 : Zoku jūdai no seiten (続十代の性典?)
- 1953 : Haru yuki no mon (春雪の門?)
- 1953 : Muhomono (無法者?)
- 1954 : Bojō (慕情?)
- 1954 : Shōhai (勝敗?)
- 1955 : Gojū en yokochō (五十円横町?)
- 1955 : Shichinin no ani imōto (七人の兄いもうと?)
- 1956 : Bara no kōdōkan (薔薇の絋道館?)
- 1956 : Daigaku no buyūden (大学の武勇伝?)
- 1956 : Asa shio yū shio (あさ潮ゆう潮?)
- 1956 : Gogo 8 ji 13 pun (午後８時１３分?)
- 1957 : Tsuma koso waga inochi (妻こそわが命?)
- 1958 : Ōatari tanukigoten (大当り狸御殿?)
- 1958 : Kyōkatsu (恐喝?)
- 1958 : Buttsuke honban (ぶっつけ本番?)
- 1959 : Yoru no haiyaku (夜の配役?)
- 1959 : Mori no Ishimatsu yūrei dōchū (森の石松幽霊道中?)
- 1960 : Tenka no ōdorobō: Shiranami gonin otoko (天下の大泥棒 白浪五人男?)
- 1960 : Jiyūgaoka fujin (自由ケ丘夫人?)
- 1961 : Atomikku no obon: Surimasuwayo no maki (アトミックのおぼん スリますわヨの巻?)
- 1961 : Atomikku no obon: Onna oyabun taiketsu no maki (漫画横丁 アトミックのおぼん 女親分対決の巻?)
- 1961 : Dangai no ketto (断崖の決闘?)
- 1962 : Hagure nenbutsu: Kanki mandara (はぐれ念仏 歓喜まんだら?)
- 1962 : Heso no taishō (おへその大将?)
- 1962 : Yume de aimasho (夢であいましょ?)
- 1963 : Kawachi fūdoki: Oiroke hanjōki (河内風土記 おいろけ繁盛記?)
- 1964 : Kigeki: Ekimae okami (喜劇 駅前女将?)
- 1964 : Misuta jaiantsu: Shiyōri no hata (ミスター・ジャイアンツ 勝利の旗?)
- 1964 : Kigeki: Ekimae kaidan (喜劇 駅前怪談?)
- 1964 : Kigeki: Ekimae ondo (喜劇 駅前音頭?)
- 1964 : Kigeki: Ekimae tenjin (喜劇 駅前天神?)
- 1965 : La Clinique de la gare (喜劇 駅前医院, Kigeki: Ekimae iin?)[3]
- 1965 : Kigeki: Ekimae kin'yū (喜劇 駅前金融?)
- 1965 : Kigeki: Ekimae daigaku (喜劇 駅前大学?)
- 1965 : Anma taiheiki (あんま太平記?)
- 1966 : Kigeki: Ekimae benten (喜劇 駅前弁天?)
- 1966 : Izuko e (何処へ?)
- 1966 : Kigeki: Ekimae manga (喜劇 駅前漫画?)
- 1966 : Kigeki: Ekimae bantō (喜劇 駅前番頭?)
- 1966 : Kigeki: Ekimae keiba (喜劇 駅前競馬?)
- 1967 : Kigeki: Ekimae mangan (喜劇 駅前満貫?)

### Comme scénariste
- 1934 : Meikun dōchūki (名君道中記?) de Hōzō Nakajima (ja)
- 1936 : Manekin taishō (マネキン大将?) de Hōzō Nakajima (ja)
- 1936 : Yami ni sakebu koe (闇に叫ぶ声?) de Hōzō Nakajima (ja)
- 1936 : Rakka no mai: Kumesamage chōyaku hen (落花の舞 粂三髷跳躍篇?) de Hōzō Nakajima (ja)
- 1936 : Rakka no mai: Jōnetsu jigoku hen (落花の舞 情熱地獄篇後篇?) de Hōzō Nakajima (ja)
- 1937 : Mito Kōmon man'yūki (水戸黄門漫遊記?) de Hōzō Nakajima (ja)
- 1937 : Odoru hyakumanryō: Ten no maki (踊る百万両 天の巻?) de Hōzō Nakajima (ja)
- 1937 : Kōshi mayoi no inrō (孝子迷ひの印籠?) de Hōzō Nakajima (ja)
- 1937 : Onna Jiraiya (女児雷也?) de Hōzō Nakajima (ja)
- 1938 : Kenka bayashi: Nihon ginji (喧嘩囃子 日本銀次?)
- 1938 : Onna yakuza ichidai (女やくざ一代?)
- 1938 : Kenkaya Gorobei (喧嘩屋五郎兵衛?)
- 1939 : Tōkai ukon sakura (東海右近桜?)
- 1962 : Heso no taishō (おへその大将?)